# Wypłacalność państwa
Wypłacalność państwa – zdolność państwa do regulowania swoich zobowiązań, szczególnie tych związanych z długiem publicznym.
Współcześnie państwa bardzo często prowadzą politykę deficytu budżetowego, która w dłuższej perspektywie oznacza konieczność finansowania rosnącego długu publicznego. Powoduje to większą podatność budżetu państwa na wpływ koniunktury gospodarczej. W sytuacji wzrostu gospodarczego, rosnące zobowiązania mogą być finansowane przez rosnące wpływy podatkowe. Dodatkowo państwa silne gospodarczo oraz dynamicznie rozwijające się mają możliwość rolowania długu papierami wartościowymi o niskim oprocentowaniu. Przy stagnacji gospodarczej lub recesji wpływy podatkowe maleją, a rynki finansowe wyceniają niżej papiery dłużne państw podatnych na kłopoty gospodarcze. Może to prowadzić do wzrostu zobowiązań związanych z bieżącą obsługą długu publicznego państw będących w gorszej sytuacji gospodarczej. W skrajnych przypadkach efektem może być brak zdolności do regulowania zobowiązań dłużnych i wydatków publicznych, czyli niewypłacalność lub bankructwa państwa (ang. sovereign default). Bankructwo z punktu widzenia prawnego (hol. de jure default) występuje w sytuacji, gdy rząd kraju dłużnika nie dokonuje zgodnej z umową obsługi zaciągniętego długu z pominięciem okresu karencji.